# Alphonse de Rasse
Le baron Alphonse Alexandre Paul Narcisse de Rasse, né le 18 juin 1813 à Tournai et mort le 2 mai 1892 dans la même ville, est un avocat et homme politique belge.

## Biographie
Alphonse de Rasse est le fils du chevalier Charles de Rasse, maire et bourgmestre de Tournai et membre des États provinciaux du Hainaut, et de Charlotte-Monique-Bernardine Lefebvre, ainsi que le frère du baron Jules de Rasse, diplomate et membre de la Chambre des représentants. Docteur en droit en 1833, il devient avocat puis juge au tribunal de première instance de Tournai.
Il devient conseiller communal de Tournai en 1839, échevin de 1841 à 1855, puis bourgmestre de 1855 à 1868. Il est élu sénateur en 1858 et le restera jusqu'en 1870, occupant successivement les fonctions de secrétaire suppléant puis de premier secrétaire du Sénat. Il devient en 1870 président de la commission sénatoriale de l'Intérieur.
Il est chargé, en janvier 1866, de notifier aux cours de Hesse-Cassel et de Hesse-Darmstadt l'avènement du roi Léopold II.
Alphonse de Rasse fut président de la commission des bourses d'études du Hainaut (1865-1873), président du Conseil héraldique (1889-1892), membre Conseil général de la Caisse générale d'épargne et de retraite (1865-1888).
Ayant obtenu concession de noblesse héréditaire avec le titre de chevalier en 1844, puis baron en 1861, Alphonse de Rasse fut commandeur de l'ordre de Léopold, décoré de la croix civil de première classe, grand-croix de l'ordre de Philippe le Magnanime et de l'ordre de Guillaume, commandeur de l'ordre du Médjidié, officier de la Légion d'honneur et chevalier de l'ordre de la Maison ernestine de Saxe.
Gendre du baron Léopold Lefebvre, il est le père d'Henri de Rasse, avocat à Bruxelles, marié à Émilie van Volxem (fille de Jules Van Volxem), et le beau-père d'Adolphe Gautier de Rasse, directeur de la Sûreté de l'État, qui fut autorisé à ajouter à son nom celui de son épouse, ainsi que du chevalier Pascal de Wyels et d'Oscar van de Walle.

## Sources
- E.J. Soil, Alphonse de Rasse, in: Biographie nationale de Belgique, T. XVIII, Bruxelles, 1905.
- Frédéric Hennebert, Notice biographique sur Charles Henri Joseph de Rasse, maire de Tournai, né en cette ville le 3 décembre 1774, et mort en janvier 1818, 1818
- Paul-Armand du Chastel de la Howarderie de-Neuvireuil, Notices Généalogiques Tournaisiennes, Tournai 1881.
- J. Stengers, J.-L. De Paepe, M. Gruman e.a., Index des éligibles au Sénat (1831-1893), Brussel, 1975.
- G. Lefebvre, Biographies tournaisiennes des XIX et XXe siècles, Tournai, 1990, p.72
- Jean-Luc De Paepe & Christiane Raindorf-Gerard, Le Parlement belge, 1831-1894. Données biographiques, Bruxelles, 1996.
- Oscar Coomans de Brachène, État présent de la noblesse belge, Annuaire 1997, Bruxelles, 1997.